# Круглое (озеро, Северо-Казахстанская область)
Круглое (каз. Круглое) — озеро в Аккайынском районе Северо-Казахстанской области Казахстана. Находится в 2 км к северу от села Рублевка.
По данным топографической съёмки 1940-х годов, площадь поверхности озера составляет 1,39 км². Наибольшая длина озера — 1,7 км, наибольшая ширина — 1 км. Длина береговой линии составляет 4,7 км, развитие береговой линии — 1,12. Озеро расположено на высоте 128,5 м над уровнем моря.